# آخاتس (انه‌اید)

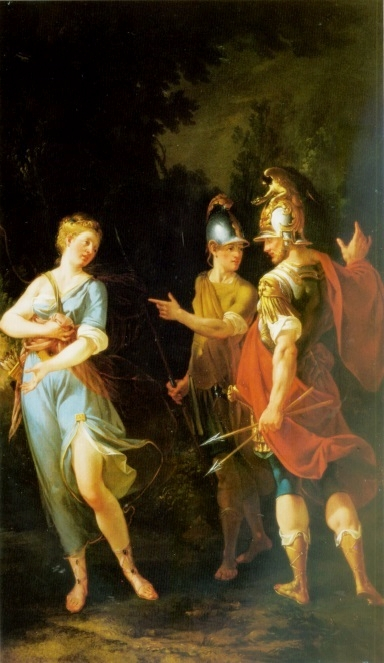
ظاهر شدن ونوس به آئنیاس و آخاتس توسط دوناتو کرتی (نوبت قرن هجدهم/هجدهم)

آخاتس (انگلیسی: Achates) دوست صمیمی آئنیاس بود؛ نام او تبدیل به کلمه ای ضرب‌المثل برای یک همراه بسیار صمیمی شد.